# رينالدو فينتورا
رينالدو فينتورا (بالبرتغالية: Reinaldo Ventura‏) هو لاعب هوكي التزلج ‏ برتغالي، ولد في 26 مايو 1978 في فيلا نوا دغايا في البرتغال.